# Gutoni

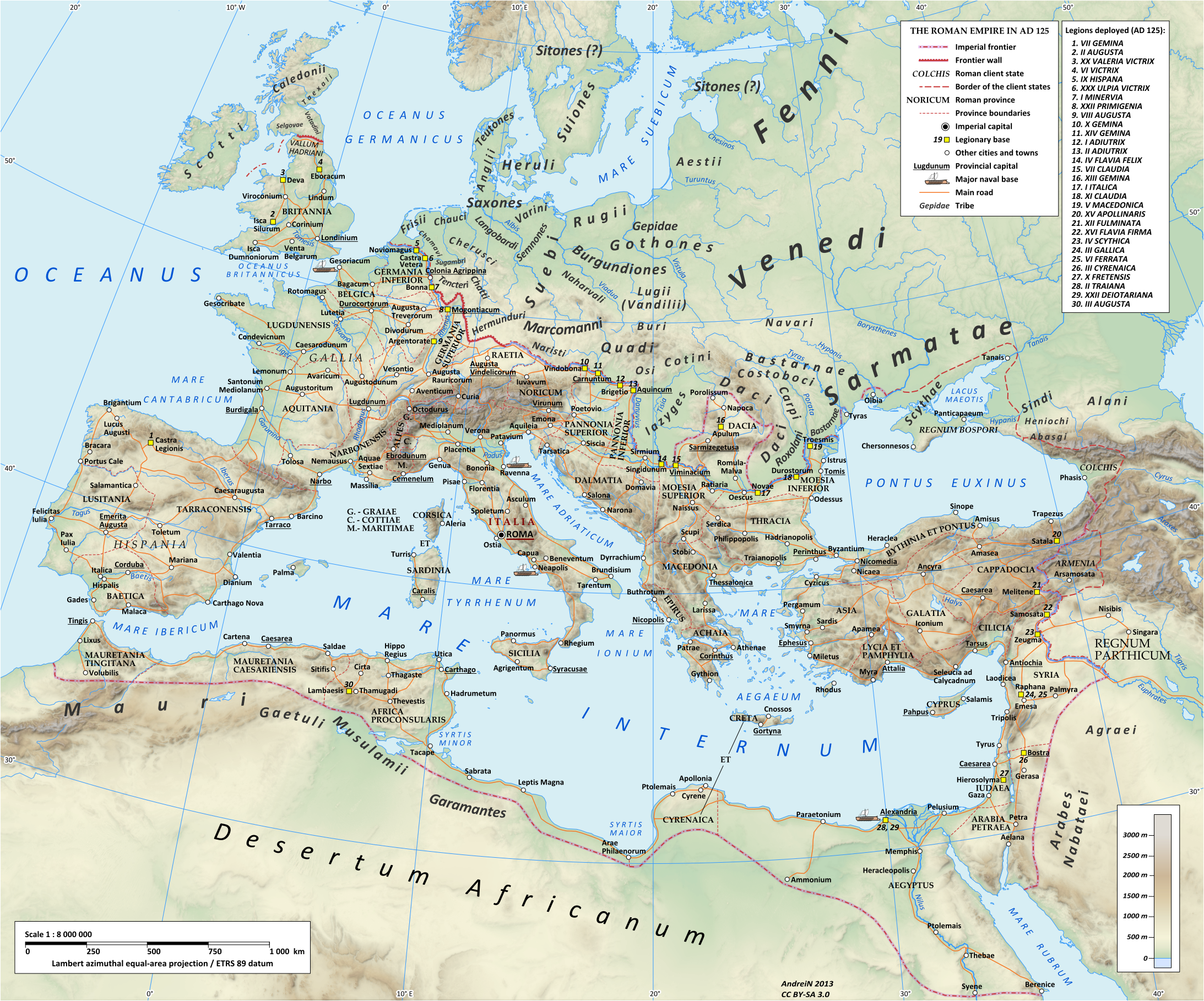
Mappa dell'impero romano e delle popolazioni barbariche europee del 125 d.c. La mappa mostra la possibile zona d'occupazione dei Gutoni basandosi sui testi di Tacito e Claudio Tolomeo.

I Gutoni (menzionati in latino come Gothones e Gutones) erano un popolo germanico che, secondo quanto riportato dagli scrittori di epoca romana del I e II secolo, viveva nell'attuale Polonia. La descrizione più accurata della loro posizione, fatta dal geografo Tolomeo, li colloca a est del fiume Vistola.
I Gutoni sono di particolare interesse per gli storici, i filologi e gli archeologi che studiano le origini dei Goti e di altre popolazioni di lingua germanica affini, che vivevano a nord del Mar Nero e del Basso Danubio e che compaiono per la prima volta nei documenti romani di quella regione nel III secolo. Si ritiene che il nome dei Gutoni sia una rappresentazione del nome dei Goti nella loro lingua e i resti archeologici di questi due gruppi di popoli, generalmente equiparati rispettivamente alla cultura di Wielbark e alla cultura di Chernyakhov, mostrano segni di un contatto significativo.

## Testimonianze storiche
Le fonti classiche riportano un numero esiguo di menzioni dei Gutoni.
Plinio il Vecchio scrisse che nel IV secolo a.C. il viaggiatore Pitea riferì di un popolo settentrionale chiamato Guiones, che viveva in una baia molto grande chiamata Metuonis e acquistava ambra dall'isola di Abalo, a un giorno di navigazione. Alcuni studiosi hanno equiparato questi Guiones ai Gutones. Tuttavia, altre proposte di modifica di questo nome includono gli Inguiones o i Teutones, entrambi menzionati da Plinio in questa stessa regione.
Intorno al 15 d.C., Strabone menzionò i Butones (in greco: Βούτωνας), i Lugi, i Semnoni e altri che costituivano un grande gruppo di popoli che si trovavano sotto la dominazione del re marcomannico Maroboduo. Poiché i Butones sono menzionati solo una volta e i Gutones sono menzionati da Tacito in relazione a Maroboduo e ai Lugi, essi sono spesso equiparati ai Gutones e la "B" è ritenuta un errore. I Lugi, che Tacito descrive come vicini dei Gutoni nella sua Germania, sono stati talvolta considerati lo stesso popolo dei Vandali. Sia i Lugi che i Vandali sono associati alla cultura di Przeworsk, che si trovava a sud della cultura di Wielbark.
Nei suoi Annali, Tacito descrive i Gotoni come assistenti di Catualda, un giovane esule marcomannico, che fu così in grado di rovesciare il dominio di Maroboduo.
Lo storico Herwig Wolfram ha suggerito che i Gutoni fossero clienti dei Lugi e dei Vandali nel I secolo d.C., e che prima di allora sia i Gutoni che i Vandali fossero stati a loro volta sudditi dei Marcomanni.
Nel 77 d.C., Plinio il Vecchio menziona i Gutoni come uno dei popoli germanici della Germania e, insieme ai Burgundi, ai Varini e ai Carini, un membro del più ampio gruppo chiamato Vandili, probabilmente i Vandali. Plinio classifica i Vandili come una delle cinque principali "razze germaniche" (germanorum genera), insieme a Ingvaeoni, Istvaeoni, Irminoni e Peucini.
In un'altra opera di Tacito, la Germania del 98 d.C. circa, i Gotoni o Gothones sono descritti come parte di un gruppo di popoli germanici simili, insieme ai vicini Rugi e Lemovii. Egli riferisce che questo gruppo aveva alcune caratteristiche distinte rispetto agli altri popoli germanici. Questi tre popoli portavano scudi rotondi e spade corte e vivevano tra il Mar Baltico e i Lugii. Li descrisse come "governati da re, un po' più severamente delle altre tribù germaniche".
Nella sua opera Geografia del 150 d.C. circa, Tolomeo cita i Gutoni/Gitoni come abitanti a est della Vistola, e quindi, secondo le sue definizioni geografiche, non in Germania, ma in "Sarmatia", tra i Veneti e i Fenni.

### Fonti primarie
- Cornelio Tacito, Annali.
- Cornelio Tacito, Germania.
- Strabone, Geografia.
- Tolomeo, Geografia.

### Fonti secondarie
- Herwig Wolfram, History of the Goths., 1988, University of California Press, Il Mulino, ISBN 0520069838.
- Rübekeil Ludwig, Scandinavia In The Light of Ancient Tradition, 2002, Walter de Gruyter, In Bandle, Oskar [in tedesco] (ed.). The Nordic Languages. Vol. 1., ISBN 9783110148763.
- Christensen Arne Søby, Cassiodorus, Jordanes and the History of the Goths: Studies in a Migration Myth, Museum Tusculanum Press., Il Mulino, 2002, ISBN 87-7289-7104.